# جورج إف. إليوت
جورج إف. إليوت (بالإنجليزية: George F. Elliott)‏ هو ضابط أمريكي، ولد في 30 نوفمبر 1846 في يوتاو في الولايات المتحدة، وتوفي في 4 نوفمبر 1931 في واشنطن العاصمة في الولايات المتحدة.